# Aubrey Beauclerk (6e duc de Saint-Albans)
Pour les articles homonymes, voir Aubrey Beauclerk et Beauclerk.
Aubrey Beauclerk, 6e duc de Saint-Albans (21 août 1765 – 12 août 1815) est un noble britannique

## Biographie
Il est le fils de Aubrey Beauclerk (5e duc de Saint-Albans) et de sa femme Catherine.
Il est nommé capitaine du 34e régiment d'infanterie (Cumberland) le 30 juillet 1783. Il représente la circonscription de Kingston-upon-Hull de 1790 à 1796, mais n'a jamais parlé.
Il épouse Jeanne Moses (1768 – 18 août 1800), le 9 juillet 1788. Ils ont un enfant, Mary Beauclerk (30 mars 1791 – 11 septembre 1845), qui épouse George Coventry (8e comte de Coventry)}.
Plus tard, il se remarie à Louisa Grâce Manners (en) (1777 – 19 février 1816), fille de John Manners et Louisa Tollemache (7e comtesse de Dysart) (en), le 15 août 1802 à Londres. Ils ont un enfant, Aubrey Beauclerk (7e duc de Saint-Albans) (7 avril 1815 – 19 février 1816).